# Asociación Madres del Dolor
Die  Asociación Madres del Dolor (leidende Mütter) ist eine argentinische Organisation von Frauen, die ihre Kinder durch verschiedene Gewaltdelikte verloren haben. Seit 2004 hat sie einen Sitz in Buenos Aires.
Madres del Dolor ist Teil des Movimiento del Dolor, einer Bürgerbewegung gegen Polizeigewalt und Behördenwillkür. Zu den Zielen der Organisation gehört, die Leistung der Justiz zu fördern und festigen, Gewaltopfern und ihren Angehörigen Unterstützung und Sicherheit zu bieten und ein Forum zum Schutz der Rechte und Sicherheit der Bevölkerung aufbauen. Ein wesentlicher Grundsatz ist dabei ihre politische Unabhängigkeit und Überparteilichkeit. Ihr einziger rechtlicher Repräsentant ist der Anwalt Claudio Mazaira, der die Organisation ehrenamtlich unterstützt.

## Vorstand
- Viviam Perrone, Präsidentin, Mutter von Kevin Sedano.
- Marta Canillas, Vize-Präsidentin, Mutter von Manuel Canillas.
- Isabel Yaconis, Finanzen, Mutter von Lucila Yaconis.
- Silvia Irigaray, Sekretärin, Mutter von Maximiliano Tasca.
- Elsa Gómez, Sekretärin, Mutter von Daniel Sosa.
- Elvira Torres, Sekretärin, Mutter von Cristian Gómez.
- Nora Iglesias, Vorstandsmitglied, Mutter von Marcelita Iglesias.
- Pompeya Gómez, Vorstandsmitglied, Mutter von Cristian Schärer

## Die Kinder
- Der 14-jährige Kevin Sedano wurde im Jahre 2002 in Vicente López, einem Viertel der Stadt  Buenos Aires, angefahren und getötet. Kevin kreuzte die Straße Libertador als Fußgänger, als er vom Autofahrer Eduardo Sukiassián angefahren wurde. Der Wagenlenker beging Fahrerflucht, konnte jedoch später festgenommen werden und wurde zu drei Jahren Haft verurteilt. Im Jahre 2001 bestätigte das oberste Gericht die Verurteilung nach mehreren Berufungen.

- Juan Manuel Canillas wurde im Jahre 2002 im Alter von 23 Jahren im Viertel Vicente López, Buenos Aires, entführt und nach Erhalt des Lösegeldes getötet. Alles spielte sich während weniger Stunden ab. Zu jener Zeit wurden öfters Menschen nach dem System der secuestros express, sogenannten Express-Entführungen, beschlagnahmt. Nach Erhalt des Lösegeldes wurde Juan Manuel erschossen und sein Körper achtlos auf die Straße eines Wohngebietes geworfen. Die Täter Raúl „Chirola“ Monti, Maximiliano Pico und Franco Gasperoti wurden zu lebenslanger Haft verurteilt.

- Die 16-jährige Lucila Yaconis wurde im Jahre 2003 im Bezirk Núñez der Stadt Buenos Aires gewaltvoll erstickt. Die Ermittler sind zwar im Besitz genetischer Proben des Täters, befassen sich aber nicht weiter mit seiner Identität.

- Maxi Tasco und Cristian Gómez, beide 25-jährig, wurden im Jahre 2001 im Viertel Floresta der Stadt Buenos Aires ermordet. Ein Polizeibeamter in Uniform erschoss sie im Geschäftsraum einer kleinen Tankstelle. Die Opfer, drei insgesamt, – auch ihr zwei Jahre jüngerer Freund Adrián Matassa wurde getötet – schauten die Nachrichten im Fernsehen, als sie erschossen wurden. Der Täter Juan de Dios Velaztiqui wurde zu lebenslanger Haft verurteilt.

- Daniel Sosa wurde im Jahre 2001 im Alter von 33 Jahren in der Lokalität von Aldo Bonzi, der Partei La Matanza in Buenos Aires, ermordet. Ein ziviler Polizist der versuchte Daniels Auto zu stehlen, tötete ihn durch mehrere Schüsse. Der Täter Ramón Aníbal Olivera wurde zu lebenslanger Haft verurteilt. Zwei seiner Kinder, ebenfalls Polizisten, sollen ihm bei der Tat geholfen haben.

- Marcela Brenda Iglesias starb im Jahre 1996 im Alter von 6 Jahren auf einem kleinen Pfad, der heute ihren Namen trägt. Der Unfall ereignete sich in den Wäldern von Palermo (Buenos Aires). Marcela wurde von einer riesigen Skulptur erschlagen, die ohne Bewilligung auf einem öffentlichen Platz errichtet wurde. Weil keine der argentinischen Instanzen die Verantwortlichen anklagte, wurde der Fall an die inter-amerikanische Kommission für Menschenrechte weitergeleitet. Dies ist ein notwendiger Schritt, bevor der Fall vor das inter-amerikanische Gericht kommt.

- Der 21-jährige Christian Schärer wurde im Jahre 2003 in Corrientes entführt und gilt noch immer als vermisst. Die Mitglieder einer mächtigen Bande wurden verhaftet, und die meisten werden ihr restliches Leben im Gefängnis verbringen. Die Anführer bewegen sich jedoch noch immer auf freiem Fuß, obwohl sie international gesucht werden.